# なめがた地域医療センター
土浦協同病院 なめがた地域医療センター（つちうらきょうどうびょういん なめがたちいきいりょう-）は、茨城県行方市にある医療機関。茨城県厚生農業協同組合連合会（JA茨城県厚生連）が運営する病院である。かつては茨城県災害拠点病院の一つに指定されていた。

## 概要
JA（農業協同組合）グループを構成する組織体である茨城県厚生農業協同組合連合会（JA茨城県厚生連）が県内で運営する6番目に開院した6病院のひとつ。

## 沿革
- 2000年（平成12年）6月 - なめがた地域総合病院として開院。
- 2006年（平成18年）4月 - 救命救急センターを増築。
- 2016年（平成28年）3月 - 土浦協同病院移転に伴い、「なめがた地域医療センター」に改称。
- 2021年（令和3年）4月 - 経営悪化に伴い入院病床（全199床）を休止した[1]。

## 診療科
- 内科
- 消化器内科
- 循環器内科
- 腎臓内科（人工透析）
- 神経内科
- 血液内科
- 内分泌代謝・糖尿病内科
- アレルギー科
- リウマチ科
- 小児科
- 外科
- 脳神経外科
- 整形外科
- 皮膚科
- 泌尿器科
- 産婦人科
- 眼科
- 耳鼻咽喉科
- 麻酔科
- 救急科
- リハビリテーション科
- 放射線科
- 臨床検査科
- 病理診断科

## 医療機関の指定等
（下表の出典）
| 保険医療機関                                             |
| 労災保険指定医療機関                                     |
| 指定自立支援医療機関（精神通院医療）                     |
| 身体障害者福祉法指定医の配置されている医療機関           |
| 生活保護法指定医療機関                                   |
| 結核指定医療機関                                         |
| 指定養育医療機関                                         |
| 指定小児慢性特定疾病医療機関                             |
| 難病の患者に対する医療等に関する法律に基づく指定医療機関 |
| 原子爆弾被害者一般疾病医療取扱医療機関                   |
| 公害医療機関                                             |
| 特定疾患治療研究事業委託医療機関                         |

## 備考
- 病院の敷地内になめがたしおさい農業協同組合（かつてはなめがた農業協同組合）の運営する農産物直売所「なめがた産ちのやさい畑」が設立されている[3]
- 行方市役所は本庁舎が3ヶ所に分散しており、北浦庁舎と玉造庁舎は耐震化できていないため、なめがた地域医療センターの元救命救急センターを改修・一部増築して市役所庁舎を集約する計画であり、2025年度の供用開始を目指している[4]。

## 交通アクセス
- 最寄駅
  - 東日本旅客鉄道（JR東日本）常磐線 土浦駅東口 車で約40分
  - 東日本旅客鉄道（JR東日本）鹿島線 鹿島神宮駅 車で約40分
  - つくばエクスプレス（TX） つくば駅 車で約55分
- 最寄インターチェンジ
  - 常磐自動車道 土浦北IC 約40分
  - 常磐道 千代田石岡IC 約35分
  - 東関東自動車道 潮来IC 約30分